# Juge des nobles
Juge des nobles ou juge de district (szolgabíró en hongrois, Stuhlrichter en allemand, iudex nobilium en latin) est un office du royaume de Hongrie qui a existé du XIIIe siècle à 1950. 

## Histoire
L'office est cité pour la première fois dans une charte de 1232, sous le règne du roi André II de Hongrie. Quatre juges par comitat sont alors nommés pour une année. Ils exercent des fonctions judiciaires et administratives  au sein d'un département (comitat). Ils ne rendent au départ la justice que pour les seuls nobles du royaume, puis plus tard également pour les citoyens et les serfs. Ils sont habituellement choisis parmi les propriétaires les plus respectés de la moyenne noblesse. Ils dirigent une équipe de plusieurs collaborateurs. À la suite de l'agrandissement et du regroupement de certains comitats à partir du XVIe, ils s'appellent parfois "juge des nobles en chef" (főszolgabíró) et sont assistés par des adjoints (alszolgabíró) chargés d'une division administrative plus réduite au sein du comitat. Au XXe siècle, le "juge des nobles" est élu par la diète du comitat. Son substitut est nommé directement par le főispán.

## Source
- foszolgabiro, Kislexikon
- Jean Bérenger: L'administration de la justice dans la Hongrie des Lumières, in Mélanges offerts au professeur Maurice Gresset, Presses Univ. Franche-Comté, 2007  (ISBN 2848671866)